# Karl Walter Ziegler
Karl Walter Ziegler (* 25. Juli 1930 in Brünn, Tschechoslowakei; † 17. Januar 2019 in Winnenden) war ein deutscher Politiker der CDU.
Ziegler wurde 1945 mit seiner Mutter und seiner Schwester nach Deutschland vertrieben. Seit 1999 ist er Geschäftsführender Vorsitzender des Landesverbandes Baden-Württemberg des Bundes der Vertriebenen. 2000 wurde ihm der Verdienstorden des Landes Baden-Württemberg, 2009 die Heimatmedaille des Landes Baden-Württemberg verliehen. Er war Träger des Bundesverdienstkreuzes 1. Klasse.
Ziegler war Mitbegründer der Jungen Union Kreisverband Waiblingen sowie des CDU-Gemeindeverbandes Plüderhausen. Kommunal war er als Gemeinderat, Kreisrat sowie Regionalrat tätig. Nachdem Guntram Palm am 23. April 1992 aus dem Landtag von Baden-Württemberg ausschied, war Ziegler als Nachrücker vorgesehen, jedoch trat der Landtag vor dem Ende der Wahlperiode nicht mehr zusammen. Dadurch, dass er so an keiner Sitzung mehr teilnahm, wird Ziegler auch als „Phantomabgeordneter“ bezeichnet. Ähnliches geschah auch bei Rebekka Schmitt-Illert. Ziegler war der Stellvertreter Palms, der im Landtagswahlkreis Schorndorf direkt gewählt wurde.